# Måns Ols Utvärdshus

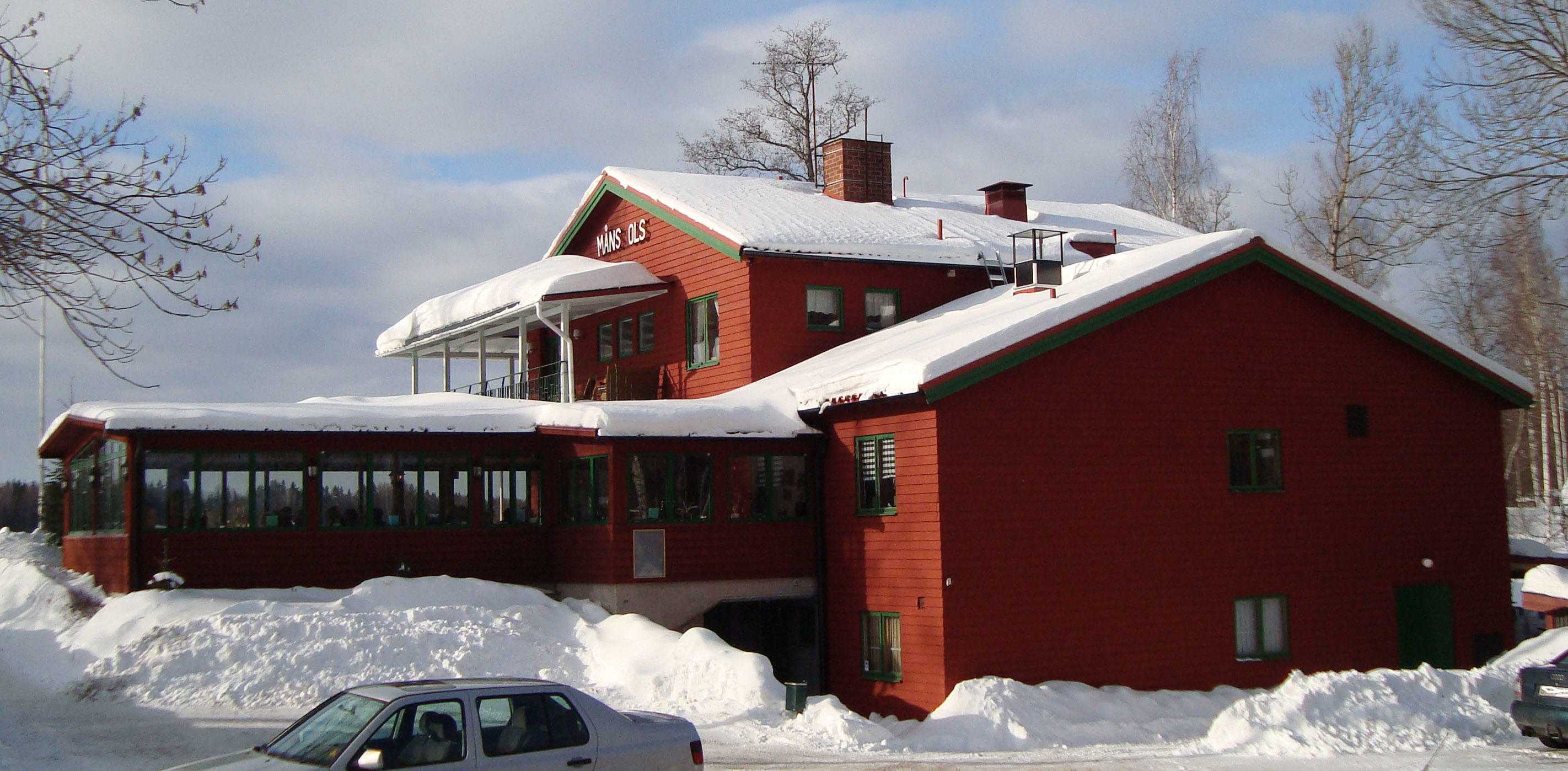
Måns Ols utvärdshus.

Måns Ols Utvärdshus, restaurang i Måns-Ols vid Långforsen i Sala, Sala församling, Västmanlands län (Västmanland). 
Området är historiskt knutet till Sala silvergruva och det första utvärdshuset byggdes redan 1791. Namnet Måns Ols kommer från Måns Olsson som var dammvaktare mellan 1709 och 1748.